# Renée Dervaux
Pour les articles homonymes, voir Dervaux.
Renée Dervaux, née le 9 mars 1908 à Meung-sur-Loire (Loiret) et morte le 26 octobre 1996 à Vendôme, est une femme politique française. Membre du Parti communiste français, elle est conseillère générale de la Seine de 1948 à 1956 et sénatrice de la Seine de 1956 à 1968.

## Biographie
Fille d'un mécanicien et d'une couturière, Renée Blanchard travaille comme secrétaire,  puis comptable.
Elle adhère au Parti communiste en 1937.
Elle participe à la Résistance en tant qu'agente de liaison avec son mari, le docteur René Dervaux,  responsable de réseau, qu'elle a épousé en 1938. Ce dernier est arrêté à la suite d'une dénonciation et fusillé au Mont Valérien en mars 1944.
Entrée après la guerre au conseil municipal d'Asnières, où les Dervaux s'étaient installés, elle exerce les fonctions d'adjointe au maire de 1947 à 1950.
Elle est élue conseillère générale de la Seine de 1948 à 1956, succédant à Waldeck L'Huillier.
En 1956, elle quitte ses fonctions au conseil général après être élue sénatrice lors de l'élection partielle qui a lieu à la suite de la démission de Georges Marrane, devenu député. Elle siège au Sénat jusqu'en 1968 et se montre très active, intervenant dans de nombreux domaines.

## Détail des fonctions et des mandats

### Mandats locaux
- 1948 - 1956 : Conseillère générale de la Seine

### Mandat parlementaire
- 2 mars 1956 - 1er octobre 1968 : Sénatrice de la Seine

## Décoration
- Médaille de la Résistance française (décret du 31 mars 1947)[3]